# Siphocampylus ovatus
Siphocampylus ovatus är en klockväxtart som först beskrevs av George Don jr, och fick sitt nu gällande namn av Franz Elfried Wimmer. Siphocampylus ovatus ingår i släktet Siphocampylus och familjen klockväxter.
Artens utbredningsområde är Peru. Inga underarter finns listade i Catalogue of Life.